# Hisingen
Hisingen est la cinquième île de Suède en superficie (199 km²). Elle se situe entre les deux bras du delta du Göta älv, le Nordre älv au nord et le Göta älv proprement dit au sud. À l'ouest, elle est délimitée par le Cattégat.

## Histoire
L'île fait partie de la ville de Göteborg dans le comté de Västra Götaland. Historiquement, elle se situe cependant dans une région frontalière, longtemps disputée par les Suédois, les Norvégiens et les Danois. C'est pourquoi la plus grande partie de Hisingen appartient à la province historique de Bohuslän qui ne devint suédoise qu'en 1658, lorsque cette province fut cédée à la Suède par la Norvège, alors qu'une petite bande du sud de l'île est devenue suédoise dès le XIe siècle, lorsque le roi de Suède réussit à s'emparer de deux paroisses tout près du Göta älv. Ces deux paroisses font depuis lors partie du Västergötland. Jusqu'en 1658, Hisingen était le point le plus méridional de la Norvège.

## Districts
Six des vingt-et-un districts de la ville de Göteborg se situent à Hisingen.
|               | Habitants2004 | Superficie2004 (km²) | Densité (habitants/km²) |
| ------------- | ------------- | -------------------- | ----------------------- |
| Lundby        | 34 380        | 18,39                | 1 869                   |
| Biskopsgården | 25 688        | 9,10                 | 2 823                   |
| Backa         | 23 194        | 18,54                | 1 251                   |
| Torslanda     | 20 214        | 77,5 / 63,5 / 119,19 | 170                     |
| Tuve-Säve     | 10 865        | 48,04                | 226                     |
| Kärra-Rödbo   | 10 818        | 34,81                | 311                     |
| Total¹        | 125 159       | 192                  | 652                     |

## Localités
Les localités de Hisingen :
| - Andalen - Björlanda - Hjuvik - Kvisljungeby | - Låssby - Mysterna - Nolvik - Rödbo | - Säve - Torslanda - Tumlehed |

## Expansion de la ville de Göteborg
Les vieux quartiers du port de Göteborg situés sur la rive nord du Göta älv (en suédois Norra älvstranden) ont été transformés en quartiers résidentiels et de bureaux. Notamment les quartiers de Lindholmen et d'Eriksberg.
Dans les années 2020-2030, l'urbanisation de Backaplan, de Frihamnen et de Ringön font partie des nombreux projets visant à mieux intégrer l'île au centre urbain et à accueillir une population toujours croissante.

## Communications
Hisingen est relié aux autres districts de Göteborg par le pont d'Älvsborg, le nouveau pont du Göta Älv, le pont d'Angered, et les tunnel de Tingstad et de Marieholm. On peut aussi y accéder par les ferries d'Älvsnabben et d'Älvsnabbare. L' île est reliée à la Commune de Kungälv par ferry et par le pont de Jordfall. Elle est également reliée à la Commune d'Öckerö par ferry. Les ferrys internationaux traditionnellement au départ fe Frihamnen sur l'île, ont désormais cessé leur activité. L'aéroport Göteborg City Airport se situe aussi sur Hisingen mais ne sert plus que l'aviation légère depuis le départ de Ryanair en 2015.

## Entreprises
Hisingen est le siège d'un grand nombre d'entreprises, comme DHL, Götaverken, Volvo et Pole Star, et historiquement les chantiers navals de Terra Nova et d'Eriksberg où fut construit le navire Götheborg. Près du quartier de Lindholmen se trouvent les raffineries de Preem et de Shell. Hisingen héberge également le port de Göteborg, le plus grand de Scandinavie.

## Nature
Sur l'île se trouve le parc Keillers park avec le mont de Ramberget dont le sommet s'élève à 87 m au-dessus de l'embouchure du Göta älv. C'est l'un des meilleurs points de vue de Göteborg. Dans la partie nord de l'île, il reste des paysages agricoles. La côte occidentale se caractérise, tout comme les autres côtes du Bohuslän, par ses roches dénuées de végétation.